# HMS Cattistock (L35)
«Кеттісток» (L35) (англ. HMS Cattistock (L35) — військовий корабель, ескортний міноносець типу «Хант» «I» підтипу Королівського військово-морського флоту Великої Британії за часів Другої світової війни.
«Кеттісток» закладений 9 червня 1939 року на корабельні компанії Yarrow Shipbuilders у Скотстоні. 22 лютого 1940 року він був спущений на воду, а 22 липня 1940 року увійшов до складу Королівських ВМС Великої Британії.
Ескортний міноносець «Кеттісток» брав участь у бойових діях на морі в Другій світовій війні, бився переважно біля берегів Великої Британії, супроводжував транспортні конвої союзників.
За проявлену мужність та стійкість у боях бойовий корабель заохочений трьома бойовими відзнаками.

## Бойовий шлях

### 1944
У травні 1944 року «Кеттісток» у ході підготовки до вторгнення союзних військ до Нормандії включений до складу сил «G» Східної оперативної групи флоту, де разом з есмінцями «Гренвілль», «Урса», «Андін», «Андонтед», «Арчін», «Ольстер» та «Джервіс» і ескортними міноносцями «Пітчлі», «Коттесмор», «Краков'як» провели тренування в бомбардуванні позицій берегової артилерії нацистів на узбережжі Франції.
«Кеттісток» разом з іншими кораблями союзників залучався до забезпечення операції «Нептун» і діяв з групою «G» прикриття плацдарму «Сорд».
«Кеттісток» вирушив до Портсмута для заміни труби котла. 24 серпня 1944 року ескортний міноносець відновив патрулювання. 29 серпня 1944 року під час чергування разом з фрегатом «Рітейлік» біля французького мису Ла-Потрі-Кап-д'Антіфе, британські кораблі перехопили групу німецьких кораблів і суден, що намагалася втекти з Гавра. У наслідок сутички британський міноносець дістав 26 влучень з німецьких кораблів, капітан корабля, лейтенант Річард Кедді, був убитий разом із чотирма іншими членами екіпажу та близько 25 осіб були поранені. Внаслідок серйозних пошкоджень «Кеттісток» повернувся до Портсмута для ремонту.